# Mindenszentek-plébániatemplom
A Mindenszentek-plébániatemplom Budapesten található a XII. kerületben, a Farkasréti temető bejáratával szemben. Szabó István tervei alapján, 1975–1977 között épült a népköztársasági éra első budapesti templomaként. Műemlék.

## Története
A Felső-Krisztinavárosi hívek kiszolgálására 1931-ben alakult Kisegítő Kápolna Egyesület. Eleinte az Érdi úti iskolában tartották az istentiszteletet, majd 1938-tól az ebben az évben felépült Keresztes Szent János kápolnában, a Farkasréti temetőben. A kápolna 1945-ben súlyosan megsérült, később elbontották; ekkortól a használhatóvá tett kriptában tartotta a miséket az egyházközség, amely 1950. január elsejétől önálló lelkészség. 1952-ben a kriptát kénytelenek elhagyni, ekkortól a szemközt álló egykori vendéglő átalakított épületét használják egyházi célokra. 

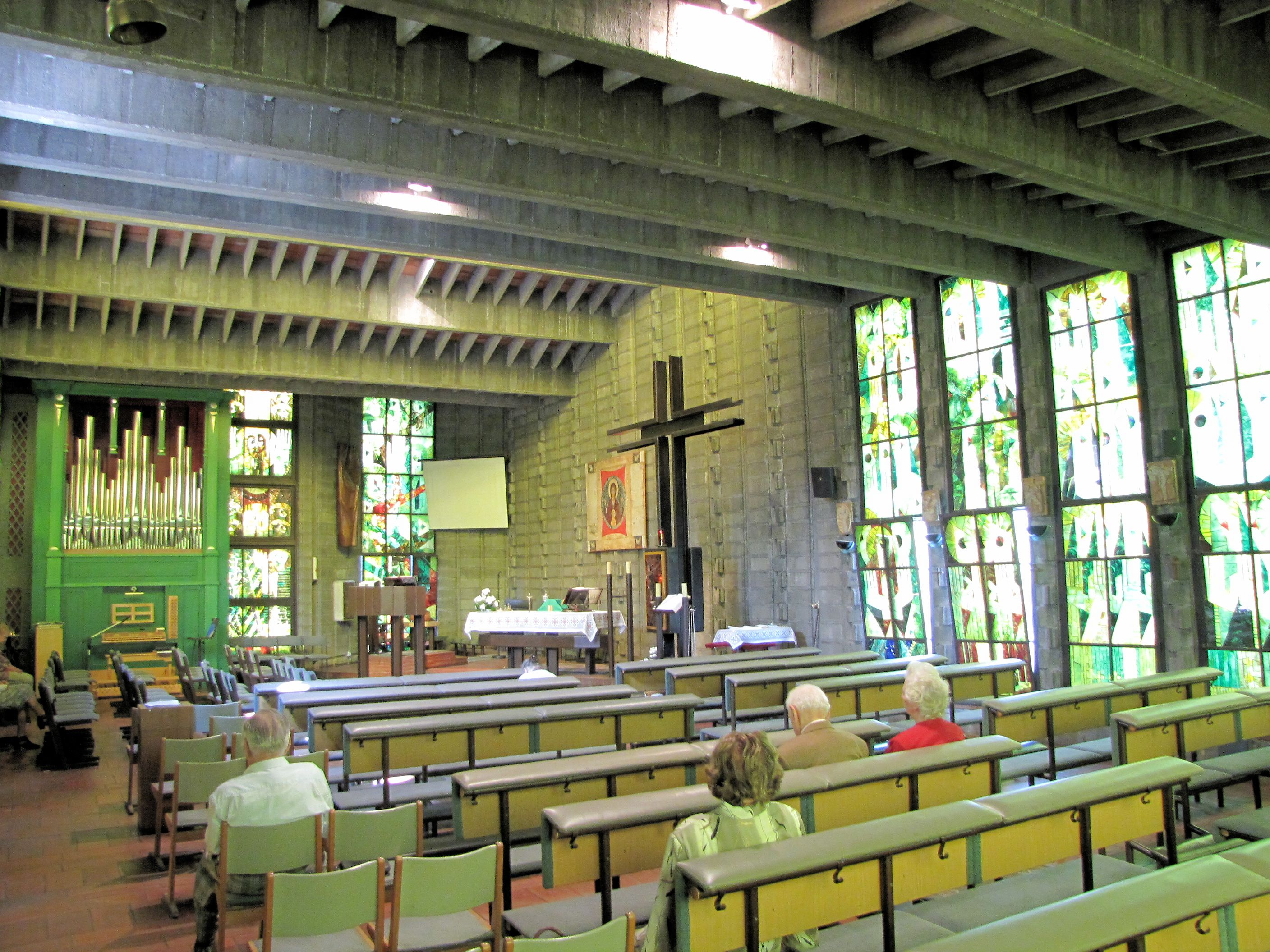
A templombelső

Az 1972-től működő Bíró Imre plébános lesz az, aki végül eléri, hogy a Fővárosi Tanács engedélyt adjon egy új templom felépítésére 1974 decemberében. (Bíró ekkor az Országos Béketanács katolikus bizottságának tagja, és 1975-től a Hazafias Népfront jelöltjeként a XII. kerület egyik országgyűlési képviselője is.) A gyülekezet tagjaként Szabó István ingyen vállalta a templom és a hozzá kapcsolódó plébániahivatal megtervezését.
A fővárosban ekkor a rózsadombi Kapisztrán Szent János-kápolna 1948-as felszentelése óta, azaz több mint negyedszázada nem épült templom. Anyagi támogatásra az egyházközség nem számíthatott, sőt, a terveket is csak az akkor használt ház bővítéseként és felújításaként lehetett engedélyeztetni, nemcsak az építési, hanem az Állami Egyházügyi Hivatallal is. A templomépítési bizottság 1975. január 5-én alakult meg. Május elsején Lékai László apostoli kormányzó megáldotta az alapkövet.
Bonyolította a helyzetet, hogy – más épület nem lévén – a régi kápolnának a munkálatok idején is működnie kellett. A huszonkét hónapig tartó építkezést adományokból és kölcsönből finanszírozták, a munkák jó részét a helyi hívek, illetve a piarista gimnázium diákjai végezték önkéntes alapon. Szabónak már az építőanyag meghatározásánál is a szűkös anyagiakat kellett szem előtt tartania; így esett választása a olcsónak mondható BH-60 beton béléstestre. Ebből az általában födémközök kitöltéséhez használt elemből tizenhatezer darabot használtak fel a falazáshoz, az üregeket vasalt betonnal kitöltve. A fal szilárdsága így a vasbetonéhoz, textúrája viszont a téglafaléhoz lett hasonló. A födém válaszfaltéglából készült; ugyancsak téglával burkolták a fűtést rejtő padlót és a feljárókat is. 

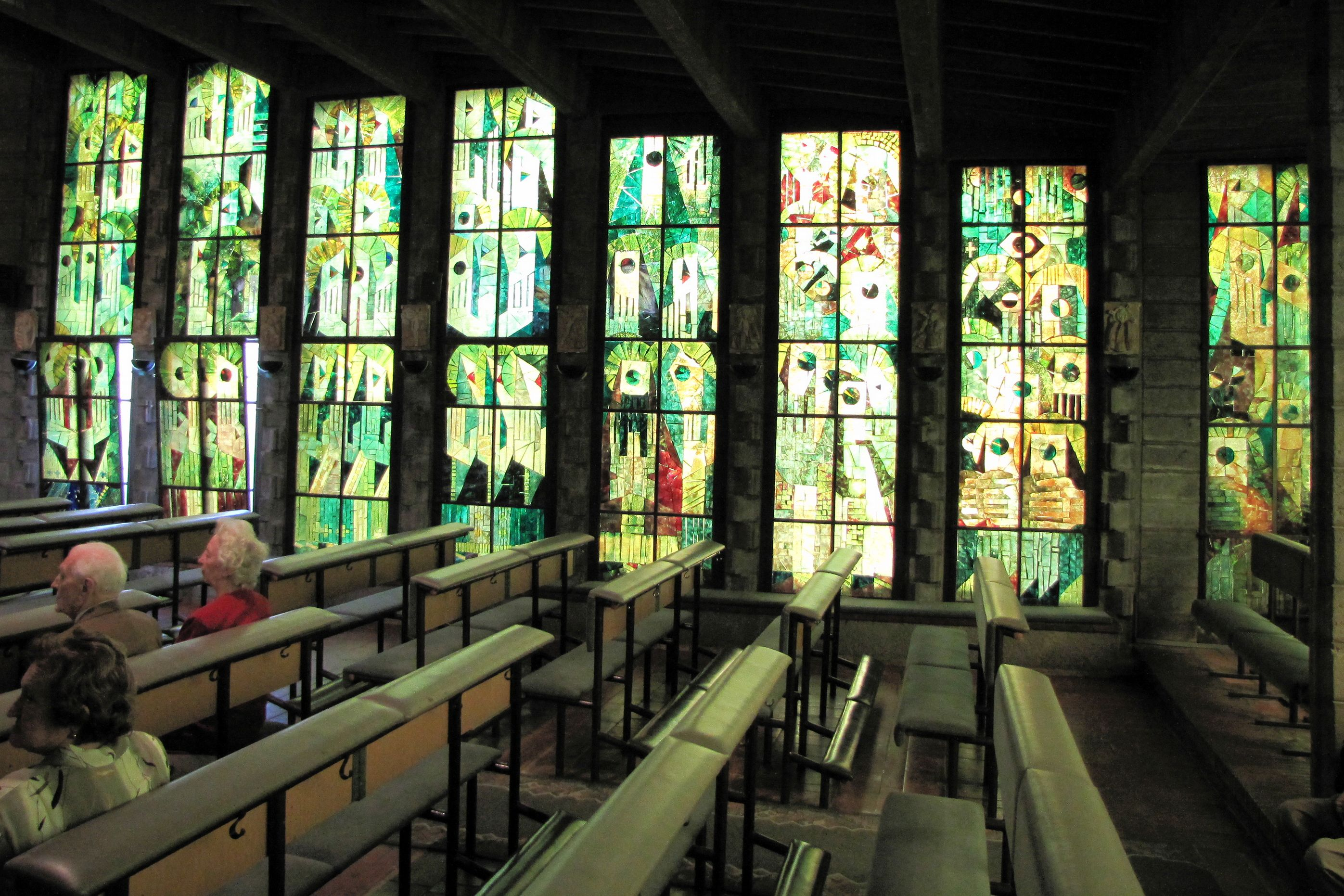
Üvegablakok

A templomot Lékai László bíboros szentelte fel 1977. április 10-én Mindenszentek tiszteletére; ugyanekkor plébániai rangra emelte a lelkészséget is. A templom alatt a következő évre készül el a plébániaszint. 1978-ban Szabó Istvánt „négy évtizedes színvonalas építészeti tevékenységéért, a Farkasréti templom tervezésének elismeréseképpen” Ybl Miklós-díjjal tüntették ki.
A középrizaliton néhány évvel a felszentelés után egy XIX. századi kőkeresztet helyeztek el. 
Az alagsorban 1997-98-ban urnatemetőt alakítottak ki. Sirák Péter orgonaművész tervei alapján, az Aquincum Orgonagyár kivitelezésében 2001-re készült el a templom új orgonája, amelynek terveit régi olasz hangszerek ihlették. A templomban 2010-ig a Budavári Nagyboldogasszony-templom Zsigmond-kápolnájának egykori harangja függött, amelyet a 18. század első éveiben önthetett Johann Nuspickher Budán. Ez a harang 2010-re megrepedt, pótlásaként öntött új, 56 kilogrammos harangot.

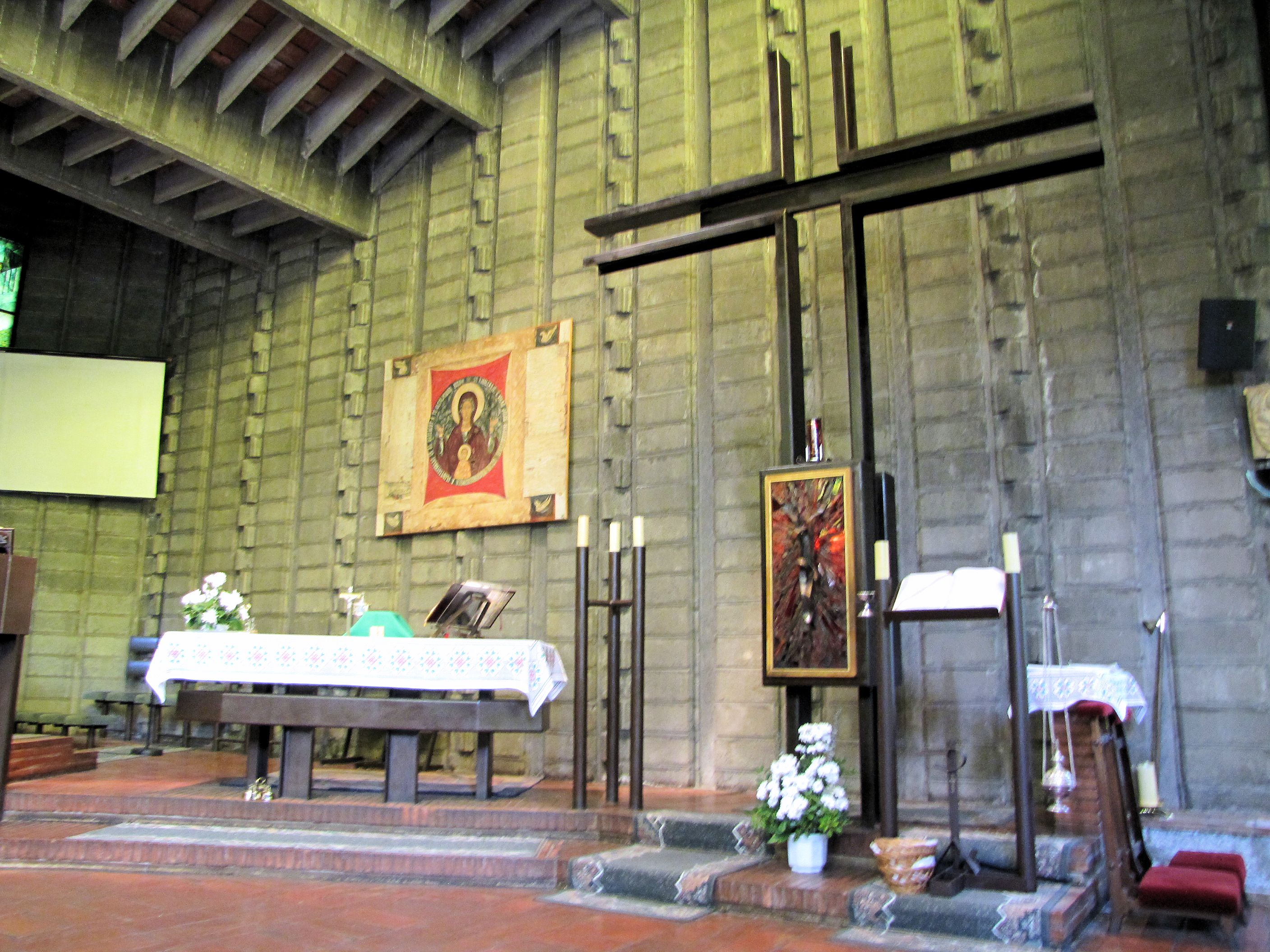
A szentély

A templom felszentelésének 30. évfordulóján, 2007. április 10-én adták át a díszkivilágítást, amelyet a főváros finanszírozott. Az épületet 2011-ben műemlékké nyilvánították.

## Az épület leírása
A templom kis teresedés szélén, a Farkasréti temető főbejáratával szemben áll. Az előzőleg itt állt épület alagsorát megtartották és kiegészítették – itt találni ma az irodákat és az urnatemetőt. A felső szint a tulajdonképpeni templom, amely alaprajzilag két, hosszanti oldalával egymás mellé fektetett téglalapra bontható. A keskenyebbik rejti az előcsarnokot, amelybe a tér felé néző rövidebb oldalán, fedett lépcsősor tetején nyílik a bejárat. Innen nyílik a sekrestye, valamint az alagsorba és a tetőteraszra vezető lépcsőház. Az előcsarnok teréből nyolc egymás mellett elhelyezett ajtó nyílik a hajóba. Az oltár nem a főtengelyben, hanem attól kissé eltolva helyezkedik el, a tér felőli oldalon. A belsőt az oldalt, elöl és felül elhelyezett üvegablakok világítják meg – ezek, a templom plasztikai díszei, továbbá a berendezés és a kiegészítő tárgyak tervei szintén Szabó István munkái.
A falakat vakolatlan beton béléstestek alkotják, az oldalhomlokzatokon váltakozó, geometrikus mintát alkotva. A főfront három, egymástól is elkülönülő tömegre bomlik. A jobb oldali pofafalai magasba emelt kezekként nyúlnak az ég felé. Közöttük vezet felfelé a lépcső, amelyet a falak között ferdén elhelyezett üvegablaktető világít meg. Ez a templom legmagasabb része, kvázi torony. Közötte és a jobb oldali középrizalit között a szabad térben függnek a harangok. A bal rizaliton a hiányzó béléstestek alkotta űr keresztet mintáz, amely felül lezárás nélkül marad. Mögötte az üvegablak épp az oltárt világítja meg.